# Trîbuhivți, Buceaci
Trîbuhivți (în ucraineană Трибухівці) este o comună în raionul Buceaci, regiunea Ternopil, Ucraina, formată numai din satul de reședință.

## Demografie
Componența lingvistică a comunei Trîbuhivți
     Ucraineană (99,86%)
     Alte limbi (0,12%)
Conform recensământului din 2001, majoritatea populației comunei Trîbuhivți era vorbitoare de ucraineană (99,86%), existând în minoritate și vorbitori de alte limbi.